# 谭维维
譚維維（1982年10月8日—），四川省自貢市人，是一名中国大陆創作女歌手、中央民族樂團歌唱家、國家一級演員。
2005年，憑藉專輯《高原之心》正式出道並獲得法國唱片展世界音樂大獎；2006年獲得湖南衛視《超級女聲》總決賽亞軍而廣受關注；2009年憑藉《遇見》歌曲獲得第46屆金馬獎「最佳原創電影歌曲獎」，2015年2月7日，參加湖南衛視《我是歌手第三季》踢館賽成功並晉級總決賽 ；2016年、2017年以及2018年連續三年登上中央電視台春節聯歡晚會。並於2017年11月25日第54屆金馬獎頒獎典禮及2018年4月15日第37屆香港電影金像獎中受邀演唱入圍最佳原創電影歌曲《相愛相親》主題曲《陌上花開》。

## 早年生涯
1982年10月8日，谭维维出生在四川省自贡市富顺县永年镇，母亲是教师，父亲在文化站工作。1998年，谭维维進入四川音樂學院聲樂系學習，雖以倒數第二名不高的成績考入，但最終以第一名之成績畢業。導師是蘭卡卓瑪副教授。在學期間於酒吧駐唱，演唱《青藏高原》，為知名音樂人惠源所發掘。

## 主要經歷
- 2002年參加全國歌手大獎賽獲優秀獎。2003年出演電視劇《心跳》。同年獲得中國金唱片獎最佳新人獎。2004年發行首張專輯《高原之心》。2005年參加維也納金色大廳中國新春音樂會。

- 2006年奪得“超級女聲”成都區冠軍，全國總決賽亞軍。2007年出演音樂劇《蝶》，並發表新專輯《耳界》。 2008年4月27日在北京首開個人演唱會。

- 2009年憑藉〈遇見〉獲得台灣電影金馬獎最佳原創歌曲獎，為首位獲得此獎項之中國歌曲。2010年發表專輯《譚某某》。2011年發表專輯《3》，同年年獲得第11屆華語音樂傳媒大獎最佳國語女歌手獎，參演賀歲喜劇《東成西就2011》。

- 2010獲聘四川音樂學院副教授[5][6]。

- 2012年參演電影《秘密花園》，並擔任女主角。2013發表新專輯《烏龜的阿基里斯》。2014年，參演《微時代》。

- 2015年參加《我是歌手第三季》踢館賽，並以《燈塔》一曲踢館成功，並獲得單場第一名，後來透露她是素食者。同年8月，以野草的面具參加《蒙面歌王》，成為第七集歌王，並且在半決賽第二輪獲勝，晉級總決賽。同年11月，參加東方衛視推出的大型國際交流競唱節目《中國之星》，為崔健組推薦歌手。
- 2017年11月25日第54屆金馬獎頒獎典禮[2]及2018年4月15日第37屆香港電影金像獎中受邀演唱入圍最佳原創電影歌曲《相愛相親》主題曲《陌上花開》[3]，於第29屆金曲獎，與A-Lin共同合唱那英的《夢醒了》、 張清芳《這些日子以來》、齊豫與潘越雲合唱的《夢田》以及張雨生的經典名曲《河》[7]。
- 2024年參加《歌手2024》，她從第三輪第二場張榜賽加入了比賽，最後成為總亞軍。

## 家庭
2017年，谭维维嫁给了台湾男演员陈亦飞，两人婚后住在北京，2020年生下龙凤胎。

## 音樂作品
- 《高原之心》(2005) [8][9]
- 《耳界》(2007) [10]
- 《傳說》(2009) [11]
- 《譚某某》(2010) [12]
- 《3》(2011)
- 《烏龜的阿基里斯》(2013) [13]
- 《3811》（2020）

## 外部連結
- 譚維維 官方微博 （页面存档备份，存于）